# Loo (vent indien)
Le Loo est un vent d'été fort, poussiéreux, soufflant en rafales, chaud et sec (45 à 50 °C) venant de l'ouest qui souffle sur la région ouest de la plaine indo-gangétique de l'Inde du Nord et du Pakistan.
Provoquant une humidité extrêmement basse et des températures élevées, le Loo a également un effet de dessèchement sévère sur la végétation conduisant à un brunissement généralisé dans les zones touchées pendant les mois de mai et juin.